# Endochironomus oldenbergi
Endochironomus oldenbergi är en tvåvingeart som beskrevs av Maurice Emile Marie Goetghebuer 1932. Endochironomus oldenbergi ingår i släktet Endochironomus och familjen fjädermyggor. Arten är reproducerande i Sverige. Inga underarter finns listade i Catalogue of Life.